# Athanasios Pafilīs
Athanasios Spyridōnos Pafilīs (in greco Αθανάσιος Σπυρίδωνος Παφίλης?; Pitsio, 8 novembre 1954) è un politico greco, membro del Parlamento Ellenico e del Partito Comunista di Grecia.

## Biografia
Da membro di Synaspismos, viene eletto al Parlamento Ellenico nel 1989, in cui rimarrà fino al 1993, passando nel 1991 al Partito Comunista. Tornerà al Parlamento nel 2009 come eletto del Partito Comunista di Grecia.
Dal 2004 al 2009 è membro del Parlamento Europeo.